# Rufinus bizánci miniszter
Rufinus (? – 395. november 27.) római politikus, korának egyik legtehetségesebb, de egyben leggyűlöltebb embere, Arcadius keletrómai császár mindenható minisztere volt.
Aquitaniában, Elusium városában született (ma Eause, Gascogne, Franciaország). Az ő nővére volt Szent Szilvia. Alacsony származása ellenére szép karriert futott be a császári rangig emelkedő Theodosius mellett, akinek valóságos kegyence lett, és aki eltekintett minden bűnétől és ármánykodásától. 390-ben magister officiorum (a palota ügyeit és a külügyeket irányító tisztviselő) volt, és nagy szerepe volt abban, hogy Theodosius brutális mészárlást rendezett a lázadó Szaloniki városában. 392-ben consul volt, és 395-ben megszerezte magának a praefectus praetoriói rangot azzal, hogy elődjét, Tatianust száműzette, fiát, a Konstantinápoly praefectusaként ténykedő Proculust pedig kivégeztette.
I. (Nagy) Theodosius halála után teljhatalmú ura lett a hivatalosan Arcadius császár által irányított Keletrómai Birodalomnak. Harácsolásai a keleti birodalomfél egész lakosságával meggyűlöltették. Hamarosan ellenfelei is akadtak: a nyugati birodalmat Honorius helyett igazgató Flavius Stilicho, valamint a konstantinápolyi udvarban tevékenykedő tehetséges eunuch, Eutropius.
Hogy helyzetét megerősítse, a hunoktól és a gótoktól kért segítséget. Az előbbiek Szkítiából érkeztek a Fekete-tengeren Kis-Ázsiába, és egészen Antiochiáig jutottak feldúlva a vidéket. Az Alarich vezette nyugati gótok ellen segítséget nyújtva – és valószínűleg az Arcadius feletti befolyás megszerzésének szándékával – Stilicho átkelt a Balkánra, ám döntő győzelmet nem tudott kivívni, mivel Rufinus minden igyekezetével azon volt, hogy hátráltassa. Végül kisebb sikerek után szövetkezett Arcadius egyik magas rangú, gót parancsnokával, Gainasszal, hogy megdöntsék a miniszter hatalmát.
Rufinus időközben az akaratgyenge császárhoz erősebb szálakkal kívánt kötődni, ezért hozzá akarta adni a lányát feleségül, ám ebben megakadályozta Eutropius közbeavatkozása. Stilicho távozását azonban sikerült elérnie, így a praefectus praetorio abban a hiszemben indulhatott Arcadiusszal seregszemlére 395. november 27-én, hogy hamarosan tárcsászárként vezetheti a birodalom ügyeit. Állítólag ekkor már előre veretett pénzt a saját képmásával, hogy kioszthassa a Gainas parancsnoksága alatt álló katonáknak. A szemle kezdetén azonban néhány katona megrohanta és halálra kaszabolta. Fejét levágták, és lándzsára tűzve hordozták körbe a táborban, hasonlóan kezéhez, mely – mint állítólag a katonák kiabálták gúnyosan – sosem tudott betelni.
Az ifjú Arcadius elmenekült a tett színhelyéről. Rufinus helyét Eutropius vette át az udvarban, aki meggyőzte az uralkodót, hogy a felkoncolt miniszter hatalmas vagyonát konfiskálja, mivel ellenségei hozzáláttak a harácsolásból szerzett gazdagság széthordásához.
Rufinus feleségét és lányát Jeruzsálembe száműzték, ahol békében élték le hátralévő életüket.